# 家族性大腸腺腫症
家族性大腸腺腫症（かぞくせいだいちょうせんしゅしょう,familial adenomatous polyposis;FAP）とは大腸に100個以上のポリープ（ポリポーシス）が発生する遺伝的な疾患である。家族性大腸ポリポーシス、家族性腺腫性ポリポーシスなどとも呼ばれる。

## 病因
常染色体優性遺伝の遺伝疾患である。原因遺伝子はAPC遺伝子であることが判明している。

## 病態

### 大腸

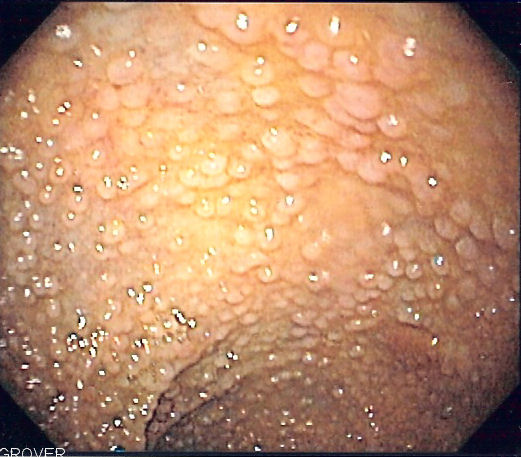
家族性大腸腺腫症の内視鏡所見。多数のポリープが見える。

数百から数万個のポリープが発生する。ポリープが発生し始めるのは10歳前後であり、以降は時間の経過とともに数と大きさが増大する。このポリープから大腸癌が発生する。15歳前後から発生が見られ、40歳では50%、60歳ではほぼ100%の患者に大腸癌を発生する。

### 胃・十二指腸
患者の約6割に胃にポリープや腺腫が発生する。発生する部位は胃底腺と幽門腺であるが、これらが悪性化することはほとんどない。
十二指腸には高率で腺腫が発生し、癌化することもある。

### 消化管外
顎骨に骨腫が発生する。これは消化管ポリポーシスの中でもFAPに特異的なものである。
その他、甲状腺癌や膵癌の合併も見られる。

## 症状
特有な症状はない。血便や下痢が発生することがある程度である。

## 診断
注腸造影や大腸内視鏡検査で診断し、生検によって確定する。またX線検査によってその他の症状がないか検査する。
遺伝疾患であることから、家族にFAPの患者がいる場合は早期から検査をして極力早期診断・治療ができるように試みる。

## 治療
大腸癌が発生するのを予防するため、基本的に大腸粘膜を全摘する。通常は全結腸と直腸粘膜を切除し、回腸嚢肛門吻合を行うが、下部直腸や肛門管に癌が存在した場合は直腸も全摘する。手術は癌発生がまれな20歳以前に行う。

## 関連疾患
- ガードナー症候群（Gardner's syndrome）

FAPに頭蓋骨や長管骨の骨腫や軟部組織の腫瘍が合併したもの。原因遺伝子はFAPと同じくAPC遺伝子である。治療法はFAPに同じ。
- ターコット症候群（Turcot's syndrome）

ポリポーシスに中枢神経系腫瘍が合併するもの。FAPと比較して大腸の腺腫は少ないが、悪性化は若年で起こりやすい。常染色体劣性遺伝であり、原因遺伝子は不明である。大腸全摘を行う。予後は脳腫瘍に左右される。
- ポイツ・ジェガーズ症候群